# Metalldampflaser
Metalldampflaser gehören zur Gruppe der Gaslaser, bei denen das strahlende Medium in gas- oder dampfförmiger Phase vorliegt. Der bekannteste Metalldampflaser ist der Kupferdampflaser, daneben gibt es Metalldampflaser, die mit den Elementen Blei, Calcium, Gold, Mangan, Selen, Thallium oder Indium arbeiten. Sie werden meistens gepulst betrieben.
Helium-Cadmium- und Helium-Selendampflaser können auch im Dauerstrich in einer Gleichstromglimmentladung betrieben werden. Der notwendige Metalldampfpartialdruck wird in einem Ofen (250–350 °C) auf der Anodenseite der Entladung erzeugt. Der Dampf diffundiert in die Entladungskapillare (Innendurchmesser ca. 1,5 mm) und wandert zur Kathodenseite. Vor der kathodischen Elektrode ist eine Kondensationsfalle für den Metalldampf vorgesehen, um die Laserbrewsterfenster vor Ablagerungen zu schützen. Die Anregung der Metallatome in den oberen Laserzustand erfolgt durch Stöße mit hoch angeregten Heliumatomen (energetisch nahe der Ionisationsenergie), die in einen metastabilen Zustand abgeregt werden. Durch Stöße mit der Kapillarwand stellt sich wieder der Grundzustand der Heliumatome ein. Aufgrund der Komplexität der Metallatome und der Vielzahl der elektronischen Zustände sind bei diesen Metalldampflasern eine Vielzahl von Laserniveaus nachgewiesen, die vom Infrarot bis ins Ultraviolett reichen. 

## Typische Wellenlängen
- Golddampflaser: 312 nm, 627,8 nm
- Kupferdampflaser: 510,6 nm, 578,2 nm
- Helium-Cadmiumdampflaser: 325 nm, 442 nm